# Oishii Kisetsu / Ketteiteki Sanpunkan
Singles de Chiaki Kuriyama
Cold Finger Girl
(2011) Tsukiyo no Shouzou
(2011)
Oishii Kisetsu / Ketteiteki Sanpunkan (おいしい季節 / 決定的三分間) est le 4e single de Chiaki Kuriyama sorti sous le label Defstar Records le 2 mars 2011 au Japon. Il arrive 37e à l'Oricon, et reste classé 1 semaine pour un total de 2 446 exemplaires vendus. Il sort en format CD, avec 2 versions Oishii Kisetsu / Ketteiteki Sanpunkan et Ketteiteki Sanpunkan / Oishii Kisetsu.
Cat's Eye est une reprise de ANRI de 1983. Oishii Kisetsu et Ketteiteki Sanpunkan se trouvent sur l'album Circus.

## Liste des titres
| 1. | Oishii Kisetsu (おいしい季節)       | 4:14 |
| 2. | Ketteiteki Sanpunkan (決定的三分間) | 2:59 |
| 3. | Cat's Eye                           | 2:58 |

| 1. | Ketteiteki Sanpunkan (決定的三分間) | 2:59 |
| 2. | Oishii Kisetsu (おいしい季節)       | 4:14 |
| 3. | Cat's Eye                           | 2:58 |